# Vega-Hotsand/Saison 2014
Dieser Artikel listet Erfolge und Fahrer des Radsportteams Vega-Hotsand in der Saison 2014 auf.

## Erfolge in der UCI Europe Tour
| Datum        | Rennen                                             | Kat. | Fahrer                  |
| ------------ | -------------------------------------------------- | ---- | ----------------------- |
| 3. August    | Trofeo Internazionale Bastianelli                  | 1.2  | Nicola Gaffurini        |
| 4. September | 3. Etappe Giro della Regione Friuli Venezia Giulia | 2.2  | Gian Marco Di Francesco |

## Mannschaft
| Name                                  | Geburtstag         | Nationalität | Team 2013                                     |
| ------------------------------------- | ------------------ | ------------ | --------------------------------------------- |
| Fernando Arroyo                       | 5. April 1994      | Mexiko       | Neoprofi                                      |
| Alessio Camilli                       | 1. Mai 1989        | Italien      | Team Nippo-De Rosa                            |
| Matteo Ciavatta                       | 29. Januar 1988    | Italien      | Neoprofi                                      |
| Cesare Ciommi                         | 20. Mai 1987       | Italien      | Neoprofi                                      |
| Gianni D’Intino                       | 5. Juni 1993       | Italien      | Neoprofi                                      |
| Gian Marco Di Francesco (ab 21. Juni) | 2. August 1989     | Italien      | Neoprofi                                      |
| Sante Di Nizio                        | 3. Juli 1982       | Italien      | Nazionale Elettronica New Slot-Hadimec (2009) |
| Emiliano Faieta                       | 18. August 1993    | Italien      | Neoprofi                                      |
| Nicola Gaffurini                      | 15. Dezember 1989  | Italien      | Neoprofi                                      |
| Moreno Giampaolo                      | 25. August 1991    | Italien      | Neoprofi                                      |
| Alessio Lanzano                       | 1. November 1995   | Italien      | Neoprofi                                      |
| Matteo Monti                          | 23. Mai 1995       | Italien      | Neoprofi                                      |
| Alessandro Riccardi                   | 24. August 1992    | Italien      | Neoprofi                                      |
| Fabio Saccacini                       | 23. September 1993 | Italien      | Neoprofi                                      |
| Fabio Tuzi                            | 3. Januar 1995     | Italien      | Neoprofi                                      |
| Stagiaires                            | Stagiaires         | Nationalität | Nationalität                                  |
| Marco Ciccanti                        | Marco Ciccanti     | Italien      | Italien                                       |